# Walter Bally
Pour les articles homonymes, voir Bally.
Walter Bally, né à Aarau en 1882 et mort à Genève en 1959, est un botaniste suisse.

## Éléments biographiques
Titulaire d'une thèse en algologie présentée à Zürich, Bally commence sa carrière à Bonn et à Genève ; il est nommé assistant à la station expérimentale centrale de Java en 1919 et en devient directeur l'année suivante. Il est ensuite attaché à la station expérimentale de Malang dans l'est de Java et enfin chef de la division des cultures tropicales et subtropicales de l'Institut international d'agriculture de Rome.

## Œuvres
- « Der Obere Zürichsee : Beiträge zu einer Monographie », Inaugural-Dissertation Universitat Zürich, Archiv für Hydrobiologie und Planktonkunde, 1907, vol. 3, p. 113-178.
- De ziekten van de koffie (Les maladies du café), Amsterdam, J.H. De Bussy, 1931, xiii, 212 p.
- Use of leguminous plants in Tropical Countries as green manure as cover and as shade (ed. A. Brizi), International Institute of Agriculture, Rome, 1936, 262 p.